# Правительство Великого Герцогства Варшавского
Герцогство Варшавское, созданное Наполеоном в 1807 году, по результатам Тильзитского мира, имело сложную систему управления. Де-юре сувереном Варшавского герцогства считался король Саксонии Фридрих Август I, преданный союзник Наполеона, которому он и пожаловал титул Великого герцога, что являлось напоминанием о временах Польско-саксонской унии. Де-факто, верховная власть в герцогстве принадлежала самому Наполеону, который постоянно вмешивался в его внутренние дела, в частности, через своего сановника (в дальнейшем — министра иностранных дел) Маре, военного губернатора  Даву (на раннем этапе), и своих послов в герцогстве Варшавском, среди которых выделялся аббат Прадт.
Вопреки распространённому заблуждению, Юзеф Понятовский, племянник последнего монарха Речи Посполитой Станислава Августа Понятовского, никогда не возглавлял Варшавское герцогство. Он занимал должность военного министра и фактического главнокомандующего армией. В 1809 году эта армия сражалась против австрийцев самостоятельно, в 1812 году была организована в 5-й армейский корпус в составе главных сил Наполеона, наступавших на Москву (при этом многие польские национальные формирования, такие, как Вислинский легион, в состав польского корпуса Понятовского не включались).
В 1813 году, после занятия русскими войсками большей части территории герцогства, оно прекратило существование де-факто. В том же году, во время битвы под Лейпцигом польские войска Наполеона понесли огромные потери, а Понятовский, незадолго перед этим ставший маршалом Франции, погиб при попытке переправиться вброд через реку. В 1815 году, согласно решениям Венского конгресса, Варшавское герцогство было упразднено де-юре и заменено Царством Польским в составе Российской империи. 

## Составы правительств Герцогства Варшавского
За короткий срок существования Герцогства Варшавского (1807—1813) в нём сменилось несколько правительств.

### Правящая комиссия и Генеральная директория (январь — октябрь 1807)
Первым правительством являлась Правящая комиссия (Временная комиссия), действовавшая с 14 января по 5 октября 1807 года. Правительство рассматривалось как временное, а его деятельность курировалась французским сановником Маре. Членами комиссии являлись: Станислав Малаховский (президент комиссии), Ян Павел Лущевский (старший секретарь), Пётр Белинский, Ксаверий Симон Дзялынский,  Людвик Симон Гутаковский, Станислав Костка Потоцкий, Валентин Фаустин Соболевский и Юзеф Выбицкий (автор текста «Мазурки Домбровского»).
Правящая Комиссия учредила Генеральную директорию, действующую как Совет министров, состоящую из 5 директоров (не считая Малаховского в качестве президента Директории), возглавляющих 5 министерств, которые должны были осуществлять надлежащее управление страной. 
Эта «Директория Малаховского» была организована следующим образом: 
- Президент Директории — Станислав Малаховский
- Военный министр  — Юзеф Понятовский
- Министр внутренних дел (вопросы внутреннего управления) — Станислав Бреза
- Министр полиции – Александр Потоцкий
- Министр юстиции и по делам религии – Феликс Лубенский
- Министр доходов и казначейства — Ян Непомуцен Малаховский (до 5 февраля 1807), затем Тадеуш Мостовский (и. д.), затем Станислав Бреза.

### Правительство Малаховского (октябрь — декабрь 1807)
В октябре 1807 года на смену Комиссии и Директории было учреждено просто правительство Малаховского следующего состава:
- Председатель совета министров — Станислав Малаховский
- Военный министр  — Юзеф Понятовский.
- Министр внутренних дел — Ян Павел Лущевский
- Министр полиции – Александр Потоцкий
- Министр юстиции и по делам религии – Феликс Лубенский
- Министр доходов и казначейства — Тадеуш Дембовский

### Правительство Гутаковского (декабрь 1807 — ноябрь 1808)
В декабре 1807 года вместо Малаховского главой правительства стал  Людвик Симон Гутаковский. Остальные министры сохранили свои места. 

### Правительство Потоцкого (1809—1813)
В марте 1809 года главой правительства вместо Гутаковского, лишившегося своей должности в ноябре 1808 года, стал Станислав Костка Потоцкий. Остальные министры первоначально сохранили свои места, однако, в дальнейшем большинство из них были заменены. Состав правительства Потоцкого был следующий:
- Председатель совета министров — Станислав Костка Потоцкий
- Военный министр  — Юзеф Понятовский (с 1811 года его официальным первым заместителем был Юзеф Вильегорский, который исполнял обязанности министра, пока Понятовский находился в армии).
- Министр внутренних дел — Ян Павел Лущевский, затем — Тадеуш Антоний Мостовский
- Министр полиции – Александр Потоцкий, затем — Игнатий Соболевский.
- Министр юстиции и по делам религии – Феликс Лубенский
- Министр доходов и казначейства — Тадеуш Дембовский, затем Ян Венгленский, затем Тадеуш Матусевич

## Прочие структуры
В 1812 году правительство Потоцкого попыталось распространить свою деятельность на российскую территорию. Была номинально создана Генеральная конфедерация Королевства Польского во главе с Адамом Казимиром Чарторыйским. Одновременно с этим в Вильно заседало созданное Наполеоном Временное правительство Литвы. Однако, фактически вся власть в тылу наполеоновской армии (там, где этот тыл вообще контролировался) принадлежала наполеоновским генералам, таким, как Дирк ван Гогендорп, которого Наполеон назначил «виленским генерал-губернатором».
После 1813 года все вышеуказанные структуры самораспустились а их члены экстренно эвакуировались следом за отступающей наполеоновской армией. В дальнейшем все члены польского и литовского правительств (в том числе и российские подданные) были амнистированы царём Александром I. Многие из них вернулись в Россию, где участвовали в работе правительственных органов Царства Польского.